# 독재자 (영화)
《독재자》(영어: The Dictator)는 2012년 공개된 미국의 코미디 영화이다. 사챠 바론 코헨의 전작인 보랏, 브루노의 감독인 래리 찰스가 연출했다. 바론 코헨이 와디야 공화국의 독재자인 알라딘 장군 겸 제독 역을 맡았고, 애나 패리스, 벤 킹즐리 등이 출연했다.
작중 가상의 독재국가인 와디야 공화국은 현실에서 에리트레아와 위치가 동일하다.
제작자인 제프 샤퍼와 데이비드 만델은 알라딘은 무아마르 알 카다피, 김정일, 이디 아민, 사파르무라트 니야조프 같은 실제 독재자로부터 영감을 받았다고 말했다.

## 출연

### 주연
- 사챠 바론 코헨: '알라딘' 장군 제독 대통령 역 / 알라딘 장군 제독 대통령의 대역인 시골 청년 '에파와드' 역
- 안나 페리스: 조이 역
- 벤 킹슬리: 타미르 장군 역

### 조연
- 비제이 노박
- 케빈 코리건
- J. B. 스무브
- 아시프 맨드비
- 아제이 나이두
- 프레드 멜라메드
- 엘리야스 퀴레시
- 제프 그로스만
- 안소니 맹가노
- 메간 폭스
- 존 C. 라일리
- 제이슨 맨트조카스
- 세이드 바드레야
- 리즈원 맨지